# Friedrich Kuhlemeier
Friedrich Kuhlemeier (* 16. Juli 1872 in Niedermühle bei Horn (Horn-Bad Meinberg); † 26. Februar 1944 in Langenholzhausen) war ein deutscher Oberlehrer und hatte als Mitglied der Deutschen Demokratischen Partei ein Mandat für den Landtag Lippe.

## Leben
Nach dem Besuch der Volksschule in Horn-Bad Meinberg und Langenholzhausen besuchte Friedrich Kuhlemeier in den Jahren von 1889 bis 1892 das Lehrerseminar in Detmold und war bis 1898 als Lehrer in Kalldorf eingesetzt. Er wechselte nach Heidelbeck und wurde dort Oberlehrer, bis ihn die NS-Machthaber am 26. April 1933 nach den Bestimmungen des Gesetzes zur Wiederherstellung des Berufsbeamtentums in den einstweiligen Ruhestand versetzten. Mit diesen Vorschriften wurden missliebige Personen aus dem öffentlichen Dienst entfernt.
Die NSDAP-Presse hatte ihm mangelnde nationale Einstellung vorgeworfen, als er am 5. März 1933 eine Hakenkreuzfahne entfernte.
Kuhlemeier wurde Mitglied der Deutschen Demokratischen Partei und hatte von 1916 an einen Sitz im Lippischen Landtag. 1921, 1925 und 1929 wurde er jeweils wiedergewählt.
1927 war er Delegierter auf dem Reichsparteitag der DDP.